# Adam Obrubański
Adam Obrubański (ur. 28 grudnia 1892 w Kopczyńcach, zm. 9 kwietnia 1940 w Katyniu) – doktor praw, piłkarz (napastnik), sędzia międzynarodowy, trener, dziennikarz, porucznik piechoty Wojska Polskiego, ofiara zbrodni katyńskiej.

## Życiorys
Adam Obrubański urodził się 28 grudnia 1892 w Kopczyńcach, w rodzinie Leona i Wandy. Tytuł doktora praw uzyskał na Uniwersytecie Jagiellońskim w Krakowie.
Latem 1921 roku był dowódcą Plutonu Żandarmerii „Kobryń”. W 1922 roku został przeniesiony do rezerwy z przydziałem do 4 dywizjonu żandarmerii w Łodzi. W latach 1923–1924 był oficerem rezerwy 75 pułku piechoty w Królewskiej Hucie.
W 1934 roku, jako porucznik ze starszeństwem z dniem 1 czerwca 1919 roku i 464. lokatą w korpusie oficerów pospolitego ruszenia piechoty, pozostawał w ewidencji Powiatowej Komendy Uzupełnień Kraków Miasto. Posiadał przydział do Oficerskiej Kadry Okręgowej Nr V.
W czasie kampanii wrześniowej 1939 roku dostał się do sowieckiej niewoli. Przebywał w obozie w Kozielsku. Wiosną 1940 roku został zamordowany przez funkcjonariuszy NKWD w Katyniu i tam pogrzebany. Od 28 lipca 2000 roku spoczywa na Polskim Cmentarzu Wojennym w Katyniu.
5 października 2007 roku Minister Obrony Narodowej Aleksander Szczygło mianował go pośmiertnie do stopnia kapitana. Awans został ogłoszony 9 listopada 2007 roku, w Warszawie, w trakcie uroczystości „Katyń Pamiętamy – Uczcijmy Pamięć Bohaterów”.

### Kariera piłkarska
Do krakowskiej Wisły trafił w 1914 roku z AZS Kraków. Jej barw bronił do 1924 roku z przerwą m.in. na występy w ŁKS Łódź. W 1923 roku wraz z „Białą Gwiazdą” sięgnął po wicemistrzostwo kraju. Po zakończeniu kariery zawodniczej pracował w Wiśle jako działacz klubowy. W barwach Łódzkiego Klubu Sportowego grał w latach 1920–1922, pełniąc jednocześnie funkcję pierwszego trenera tej drużyny. Jego największym sukcesem było wprowadzenie ŁKS do pierwszego finałowego turnieju o mistrzostwo Polski.
Obrubański był kapitanem związkowym, czyli „de facto” selekcjonerem reprezentacji narodowej. Funkcję tę pełnił w latach 1922–1924.
W 1924 roku jako pierwszy Polak sędziował mecz międzynarodowy (w Budapeszcie, Węgry–Austria). W latach 1924–1925 znajdował się na liście sędziów FIFA. Ponadto, w 1927 roku sędziował mecze w premierowej edycji ligi polskiej.
Adam Obrubański oprócz działalności sportowej, zajmował się także dziennikarstwem (pisał do „Ilustrowanego Kuryera Codziennego”). Był także pracownikiem kontrwywiadu wojskowego.
Był autorem rozdziału Sport w publikacji pt. Dziesięciolecie Polski Odrodzonej. Księga pamiątkowa 1918–1928.